# Айванго (Міннесота)
Айванго (англ. Ivanhoe) — місто (англ. city) в США, в окрузі Лінкольн штату Міннесота. Населення — 560 осіб (2020).

## Географія
Айванго розташоване за координатами 44°27′51″ пн. ш. 96°15′10″ зх. д. / 44.46417° пн. ш. 96.25278° зх. д. (44.464119, -96.252865).  За даними Бюро перепису населення США в 2010 році місто мало площу 2,34 км², з яких 2,28 км² — суходіл та 0,06 км² — водойми.

## Демографія
Згідно з переписом 2010 року, у місті мешкало 559 осіб у 268 домогосподарствах у складі 144 родин. Густота населення становила 239 осіб/км².  Було 317 помешкань (135/км²).
Расовий склад населення:
| - 99,8 % — білих |

До двох чи більше рас належало 0,0 %. Частка іспаномовних становила 0,4 % від усіх жителів.
За віковим діапазоном населення розподілялося таким чином: 18,8 % — особи молодші 18 років, 52,9 % — особи у віці 18—64 років, 28,3 % — особи у віці 65 років та старші. Медіана віку мешканця становила 49,5 року. На 100 осіб жіночої статі у місті припадало 81,5 чоловіків;  на 100 жінок у віці від 18 років та старших — 81,6 чоловіків також старших 18 років.
Середній дохід на одне домашнє господарство  становив 44 911 долар США (медіана — 37 188), а середній дохід на одну сім'ю — 62 757 доларів (медіана — 56 607). Медіана доходів становила 37 031 долар для чоловіків та 32 045 доларів для жінок. За межею бідності перебувало 14,3 % осіб, у тому числі 4,9 % дітей у віці до 18 років та 15,0 % осіб у віці 65 років та старших.
Цивільне працевлаштоване населення становило 311 осіб. Основні галузі зайнятості: освіта, охорона здоров'я та соціальна допомога — 17,7 %, роздрібна торгівля — 15,4 %, будівництво — 14,5 %.